# Ilulissat
Ilulissat (în daneză Jacobshavn) (populație 4.528) este cea de-a treia așezare ca mărime din Groenlanda și centrul administrativ al comunei Qaasuitsup. Orașul este așezat la  app. 200 kilometri de Cercul Arctic. Este situat în vestul țării.
Orașul trăiește din industria turistică, fiind cea mai populară atracție turistică a Groenlandei. Aici s-a născut celebrul explorator polar Knud Rasmussen, casa sa natală fiind acum un muzeu dedicat lui.
Fiordul glaciar de la Ilulissat a fost înscris în anul 2004 pe lista patrimoniului mondial UNESCO.

## Legături externe

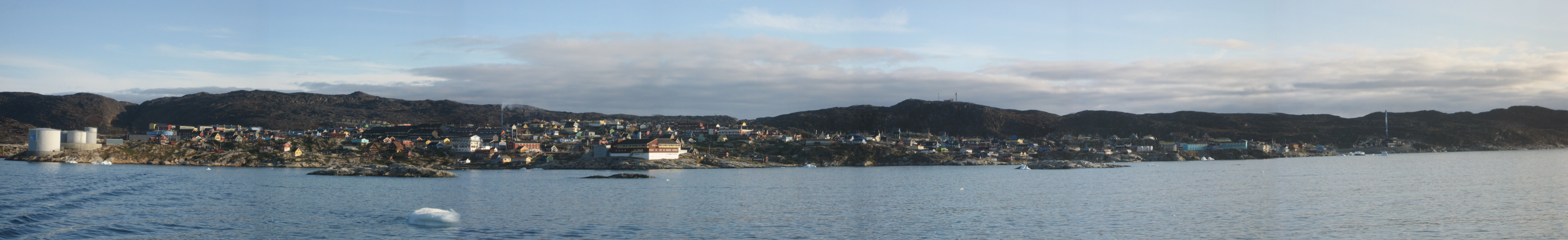
Vedere panoramică Ilulissat